# Józef Leśniewski

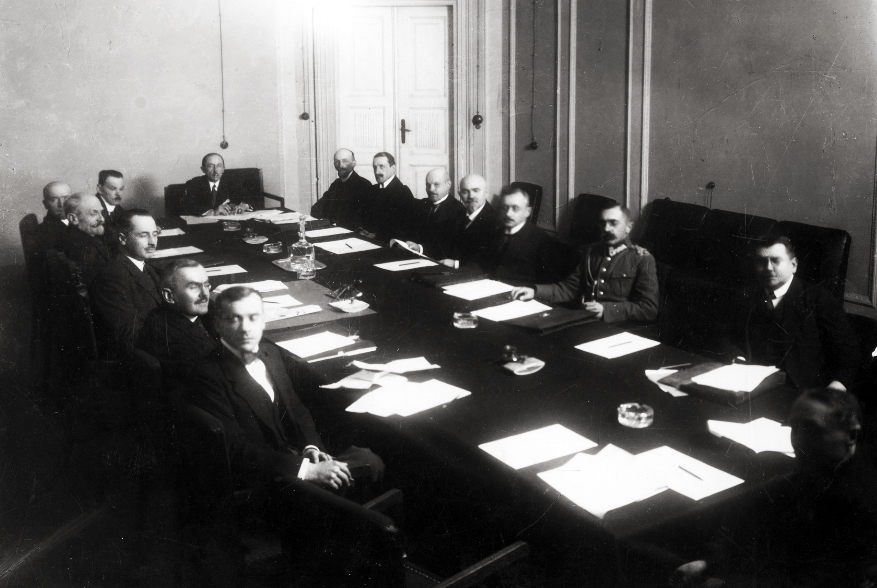
Józef Leśniewski (w mundurze) na posiedzeniu rządu Leopolda Skulskiego

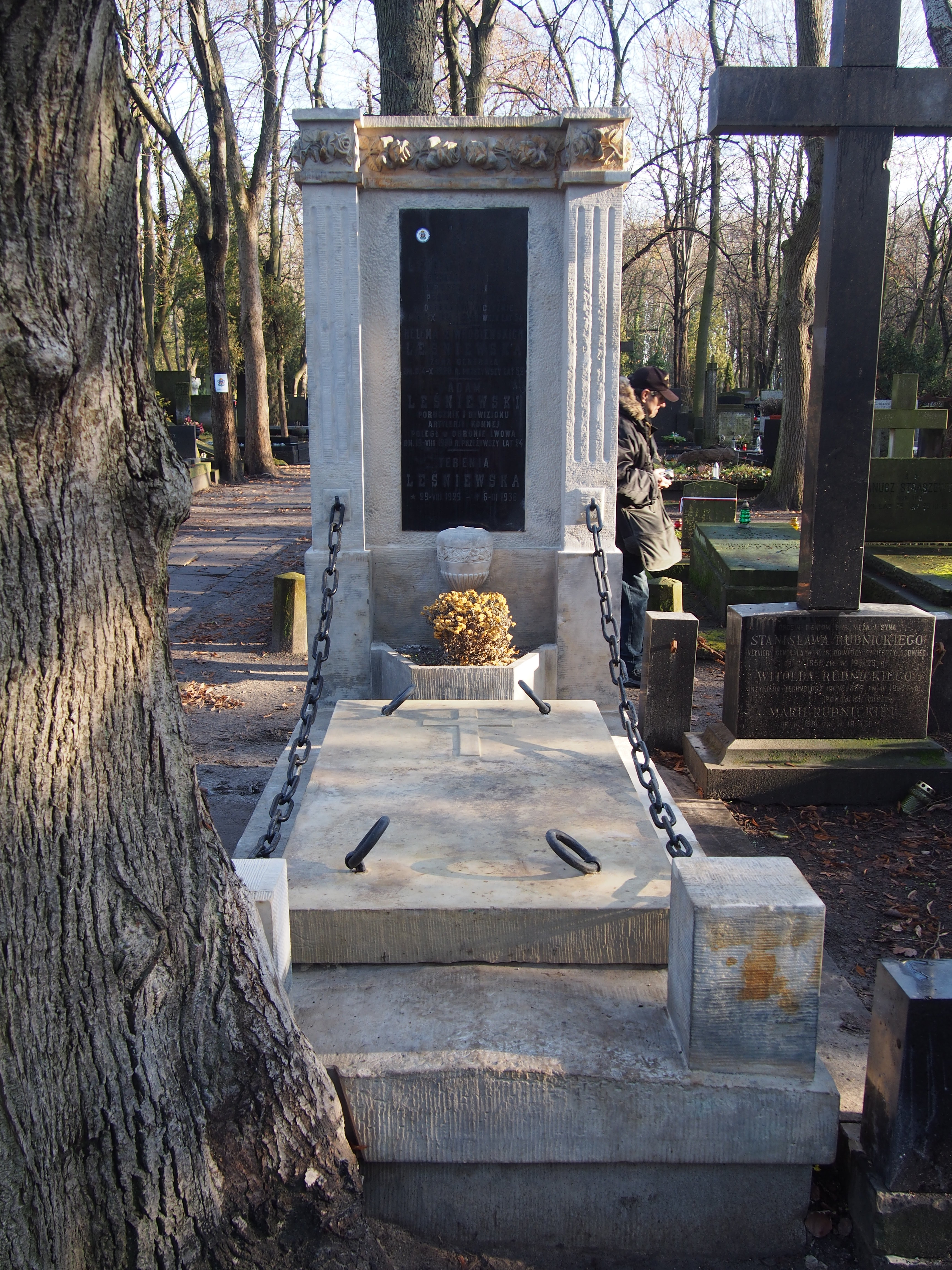
Grób Józefa Leśniewskiego na cmentarzu Powązkowskim w Warszawie (2023)

Józef Krzysztof Leśniewski (ur. 14 września?/26 września 1867 w Poznajowie, zm. 3 października 1921 w Warszawie) – generał porucznik Wojska Polskiego, działacz niepodległościowy, kawaler Orderu Virtuti Militari, minister spraw wojskowych w latach 1919–1920.

## Życiorys

### Wczesne lata
Urodził się 26 września 1867 w majątku Poznajów, w ówczesnym powiecie newelskim guberni witebskiej, w rodzinie Wincentego, ziemianina i Elżbiety z Kossów.
W latach 1877–1884 uczył się w Korpusie Kadetów w Połocku. 1 września 1884 wstępując do II Konstantynowskiej Szkoły Wojskowej w Petersburgu rozpoczął służbę w Armii Imperium Rosyjskiego. 11 sierpnia 1886, po ukończeniu szkoły, został mianowany podporucznikiem ze starszeństwem z 7 sierpnia 1885 i wcielony do Sankt Petersburskiego Pułku Lejbgwardii Króla Fryderyka Wilhelma III w Warszawie. 26 lipca 1888 został adiutantem I batalionu. 30 sierpnia 1899 awansował na porucznika. 9 lipca 1892 otrzymał drugą nagrodę cesarską za strzelanie konkursowe z karabinu. 6 grudnia 1894 awansował na porucznika gwardii. 27 listopada 1896 objął dowództwo 8. kompanii. 6 grudnia tego roku awansował na sztabskapitana, a 22 lipca 1900 na kapitana. Podczas wojny rosyjsko-japońskiej przebywał we Władywostoku, w składzie tamtejszej fortecy. 25 lipca 1905 otrzymał pierwszą nagrodę cesarską za strzelanie konkursowe z karabinu, a dwa dni później żeton pamiątkowy za strzelanie konkursowe 8. kompanii. 22 kwietnia 1907 awansował na pułkownika, a 25 czerwca objął dowództwo IV batalionu. 2 października 1907 otrzymał drugą nagrodę cesarską za strzelanie konkursowe z karabinu. 29 kwietnia 1910 został wyznaczony na stanowisko szefa gospodarki pułkowej, a 25 stycznia 1913 pomocnika dowódcy pułku.

### Wielka Wojna
6 lutego 1913 został mianowany dowódcą 82 dagestańskiego pułku piechoty w Groznym. Na czele tego oddziału walczył podczas I wojny światowej. 31 grudnia 1914 awansował na generała majora ze starszeństwem z 26 sierpnia 1914 „za specjalnie wybitne sukcesy bojowe i waleczność osobistą”. 3 lutego 1915 został mianowany dowódcą 2 Brygady 2 Dywizji Grenadierów, a w październiku 1916 dowódcą tej dywizji. W styczniu 1917 objął dowództwo 8 Syberyjskiej Dywizji Strzelców. Ranny w walkach, odznaczony najwyższymi rosyjskimi orderami bojowymi.
Od czerwca 1917 do lutego 1918 dowódca 3 Dywizji Strzelców w I Korpusie Polskim w Rosji. W grudniu 1917 na skutek nieporozumień z generałem Józefem Dowbor-Muśnickim został przeniesiony na stanowisko szefa wydziału mobilizacyjnego. W lutym 1918 przeniósł się na Ukrainę i organizował do maja 1918 III Korpus Polski.

### II Rzeczpospolita
3 grudnia 1918 został przyjęty do Wojska Polskiego w randze generała majora i „odkomenderowany do generała Tadeusza Rozwadowskiego”. Do lutego 1919 dowodził Grupą Operacyjną w czasie walk o Lwów. 27 lutego 1919 Wódz Naczelny Józef Piłsudski mianował go generałem porucznikiem. Tego samego dnia Józef Piłsudski zwolnił go ze stanowiska dowódcy grupy bojowej pod Lwowem i mianował ministrem spraw wojskowych w rządzie Ignacego Paderewskiego. Tekę ministra zachował w kolejnych rządach: Leopolda Skulskiego (13 grudnia 1919 – 9 czerwca 1920), Władysława Grabskiego (23 czerwca – 24 lipca 1920) i Wincentego Witosa (od 24 lipca 1920). 21 kwietnia 1920 został zatwierdzony z dniem 1 kwietnia 1920 w stopniu generała porucznika, w grupie oficerów byłych Korpusów Wschodnich i byłej armii rosyjskiej. W lipcu 1920 został członkiem Rady Obrony Państwa. 9 sierpnia 1920 Naczelnik Państwa przychylając się do jego prośby zwolnił go z urzędu ministra spraw wojskowych. 22 września 1920 został mianowany przewodniczącym Oficerskiego Trybunału Orzekającego. Został również członkiem Rady Wojennej, Najwyższej Komisji Opiniującej i Sądu Honorowego dla generałów.
Leśniewski jako minister powołał do życia Radę Wojskową, której zadaniem było rozpatrywanie i opiniowanie ustaw dotyczących sił zbrojnych oraz wniosków dotyczących przepisów, etatów i kosztorysów finansowych formacji i instytucji wojskowych. Na jej czele stał minister spraw wojskowych, przy czym od marca 1920 r. Rada Wojskowa rozpatrywała także sprawy budżetowe oraz otrzymała uprawnienia do prowadzenia kontroli instytucji podległych Ministerstwu Spraw Wojskowych lub wykonujących zlecenia związane z produkcją różnorodnych materiałów potrzebnych dla polskich sił zbrojnych. Ponadto dawał wiceministrowi gen. Kazimierzowi Sosnkowskiemu pełną swobodę działania. 9 sierpnia 1920 r. Józef Piłsudski przychylił się do prośby generała i zwolnił go z urzędu ministra spraw wojskowych
Zmarł 3 października 1921 w Szpitalu Mokotowskim w Warszawie na nowotwór złośliwy. 7 października 1921 został pochowany na cmentarzu Powązkowskim w Warszawie (kwatera 234-3-1).

## Życie prywatne
Był żonaty z Heleną z Wróblewskich (1868–1920), z którą miał pięcioro dzieci: Helenę Jadwigę (ur. 1894), Adama (1896–1920), podporucznika artylerii Wojska Polskiego, pośmiertnie odznaczonego Orderem Virtuti Militari, Kazimierza (1897–1957), majora artylerii Wojska Polskiego, kawalera Orderu Virtuti Militari, Marię Magdalenę (ur. 1901), żonę Stefana Gorskiego i Anielę (ur. 1904).
Leśniewski był katolikiem.

## Ordery i odznaczenia
- Krzyż Srebrny Orderu Wojskowego Virtuti Militari nr 2521 – pośmiertnie 28 lutego 1922[28]
- Krzyż Niepodległości – pośmiertnie 20 grudnia 1932 „za pracę w dziele odzyskania niepodległości”[29]
- Krzyż Walecznych[10]
- Krzyż Komandorski Orderu Legii Honorowej – 28 maja 1921[30]

rosyjskie
- Order Świętego Włodzimierza 2 stopnia z mieczami i kokardą – 26 listopada 1916[8]
- Order Świętej Anny 1 stopnia z mieczami i kokardą – 20 kwietnia 1916[8]
- Order Świętego Stanisława 1 stopnia z mieczami i kokardą – 6 grudnia 1915[8]
- Order Świętego Włodzimierza 4 stopnia z mieczami i kokardą – 6 sierpnia 1915[8]
- Order Świętego Włodzimierza 4 stopnia z mieczami i kokardą – 6 maja 1915[8]
- Order Świętej Anny 2 stopnia – 6 grudnia 1913[8]
- Order Świętego Stanisława 2 stopnia – 6 grudnia 1910[8]
- Order Świętej Anny 3 stopnia – 6 grudnia 1907[8]
- Order Świętego Stanisława 3 stopnia – 6 grudnia 1899[8] (marzec 1899[1])
- Medal Pamiątkowy Wojny Ojczystej[3]
- Medal na Pamiątkę Koronacji Aleksandra III[3]
- Medal na Pamiątkę Panowania Cesarza Aleksandra III[3]

## Upamiętnienie
23 października 2020 minister obrony narodowej nadał Wojskowej Komendzie Uzupełnień w Suwałkach imię gen. dyw. Józefa Leśniewskiego.